# Anderson de Andrade
Anderson de Andrade (Quedas do Iguaçu, 28 de fevereiro de 1976) é um ex-jogador brasileiro de futsal, que atuava na posição de pivô. Ele fez parte da Seleção Brasileira de Futsal que conquistou o vice-campeonato em 2000.